# Nhà máy điện hạt nhân Chernobyl

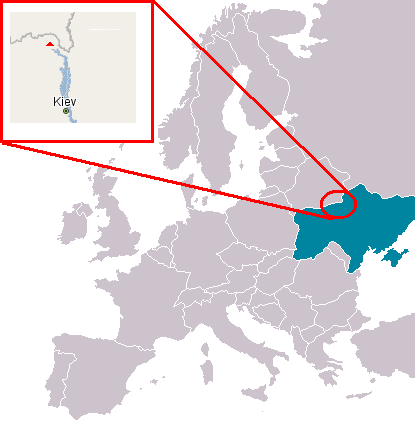
Vị trí Chernobyl trong Ukraina

Nhà máy điện hạt nhân Chernobyl (tiếng Ukraina: Чорнобильська атомна електростанція, tiếng Nga: Чернобыльская АЭС), hay còn được biết với cái tên Xô Viết V. I. Lenin (Чернобыльская АЭС им. В.И.Ленина; Chernobyl'skaya AES im. V.I.Lenina) là một nhà máy điện hạt nhân đã ngừng hoạt động ở thành phố Pripyat, Ukraine, 14,5 km (9,0 mi) về phía tây bắc của thành phố Chernobyl, cách biên giới Ukraina–Belarus, và cách Kiev 110 km (68 mi) về hướng Bắc. Lò phản ứng số 4 là nguyên nhân gây ra thảm họa Chernobyl năm 1986 và giờ nhà máy điện nằm trong Khu cách ly Chernobyl.
Vào năm 2000, nhà máy điện này đã được đóng cửa sau những mối lo ngại an toàn từ các tổ chức điện hạt nhân bởi Chính phủ Ukraina, và nhà máy điện này sẽ được dọn dẹp vào năm 2065. Vào ngày 3 tháng 1, 2010, một luật Ukraina quy định chương trình này sẽ được thực hiện.

## Quá trình xây dựng
Nhà máy có bốn lò phản ứng, mỗi lò có thể sản xuất ra 1 gigawatt (GW) điện (3,2 gigawatt nhiệt điện), và cả bốn lò phản ứng sản xuất ra khoảng 10% lượng điện của Ukraina ở thời điểm xảy ra vụ tai nạn. Lò phản ứng số 1, tức lò phản ứng đầu tiên của nhà máy, được xây dựng cùng thị trấn Pripyat vào năm 1970, và hoàn thiện vào năm 1977. Nó là lò phản ứng RBMK thứ 3 được xây dựng trên lãnh thổ Liên Xô, lò thứ 1 là Nhà máy điện hạt nhân Stalingrad, Nga Xô viết và lò thứ hai là Nhà máy điện hạt nhân Kursk, Nga Xô Viết, và là lò phản ứng đầu tiên tại Ukraina hoặc quốc gia nào ngoài lãnh thổ Nga Xô viết. Lò phản ứng số 2(1978), số 3 (1981), và số 4 (1983) sẽ hoạt động theo kế hoạch sau. Thêm hai lò phản ứng nữa (Lò phản ứng số 5 và số 6), mỗi lò cũng có khả năng sản xuất 1 gigawatt điện) đang được xây dựng ở thời điểm xảy ra sự cố tại nhà máy điện hạt nhân Chernobyl. Bốn tổ máy phát điện đó sử dụng lò phản ứng kiểu RBMK-1000.
Lò phản ứng số 1 và số 2 là hai lò phản ứng đời đầu, như loại lò ở Kursk. Lò số 3 và 4 là hai lò phản ứng đời sau, với cấu trúc an toàn hơn lò phản ứng đời đầu, như trong những bức ảnh của lò phản ứng được chụp trước khi xảy ra sự cố Chernobyl.

## Thiết kế

### Các công trình tải điện
Nhà máy được kết nối bởi hai đường dây điện, một đường dây có lực tải là 750 kv, còn đường dây còn lại là 330 kv. Nhà máy còn có 2 máy phát điện được nối với nhau qua 1 đường nối, và 2 đường dây từ nhà máy điện thường được điều khiển từ một cái công tắc. Đường dây kết nối còn được sử dụng để làm cho các cấu trúc trong nhà máy hoạt động.

### Đội các tổ lò phản ứng
Ngoài lò phản ứng số 1,2,3,4; chính phủ Xô Viết đã xây hai lò phản ứng khác mang số 5 và 6 nhưng vẫn chưa hoàn thành vào thời điểm xảy ra tai nạn. Với tổ 4 lò phản ứng từ số 1-4, công suất điện và nhiệt điện của 1 trong 4 lò này tổng cộng là 4,2 gigawatt, lấy công suất của mỗi lò nhân 4 là 16,8 gigawatt, và nếu 6 lò được hoàn thành (x6) là 25,2 gigawatt (đây chỉ là tính công suất thô, chưa trừ với độ dài đường dây vận chuyển) (!)

## Các tai nạn vàthảm họa

### Trước năm2000

#### Sự cố tan một phần lõi lò phản ứng số 1 Chernobyl (1982)
Vào ngày 9 tháng 11 năm 1982, một sự cố tại lò phản ứng số 1 đã khiến một phần lõi lò phản ứng bị tan ra, và suýt chút nữa nhà máy này đã phải đóng cửa sớm hơn 5 năm. Khi lò phản ứng bắt đầu hoạt đông sau 1 thời gian, lõi uranium của nó đã quá nhiệt và rồi vỡ ra, gây nên sự cố này. Sự cố không được ai biết cho tới vài giờ sau, sau khi những chất đã được biến đổi của Urani (như chất Uranium Oxide) thoát ra khỏi nhà máy qua đường ống thông gió. Dù không ai chết hay bị thương, vụ tai nạn không được công khai cho tới vài năm sau. Riêng lò phản ứng được quay trở lại hoạt động 8 tháng sau.

#### Sự cố tại lò phản ứng số 3 và 4 Chernobyl (1984)
Theo các tài liệu KGB đã được công khai vào ngày 26 tháng 4 năm 2021, các sự cố nghiêm trọng đã xảy ra tại lò phản ứng số 3 và 4 trong năm 1984. Dựa theo một số tài liệu, sớm nhất là năm 1983 các nhà cầm quyền Xô Viết ở Moscow đã biết đến lò phản ứng này là một trong những nhà máy điện hạt nhân nguy hiểm nhất Liên Xô.

#### Thảm họa tại lò phản ứng số 4 Chernobyl (1986)
Vào thứ bảy, 26 tháng 4 năm 1986, lò phản ứng hạt nhân Chernobyl đã phải đối mặt với một sự cố khiến cho lò phản ứng hạt nhân số 4 phải ngừng hoạt động do cháy hoàn toàn lõi lò phản ứng kéo theo một vụ nổ lớn khiến bụi phóng xạ lan ra Liên Xô, châu Âu, vượt qua Đại Tây Dương lan luôn đến Hoa Kỳ. Bụi phóng xạ còn bao phủ từ Đông Bắc Á tràn xuống Trung Á rồi Tây Á,

#### Sự cố cháy lò phản ứng số 2 Chernobyl (1991)
Vào ngày 11 tháng 10 năm 1991, một đám cháy đã bùng lên tại sảnh tuabin của lò số 2, và lúc đó tràn ra tuabin số 4 lúc đó đang dừng hoạt động để sửa chữa. Người điều khiển đã làm ra 1 lỗi sai chết người khiến cho 1 số những bộ phận gây cháy của lò phản ứng bốc cháy, khiến cho Hydro (chất được sử dụng để làm mát lò phản ứng hạt nhân) tràn ra sảnh tuabin "tạo điều kiện cho lửa cháy trên trần nhà và khiến cho một cái cột đỡ trần sập xuống". Trừ tuabin số 4 được sửa lại sau đó, các tuabin và phòng điều khiển nói chung là vẫn lành lặn nhưng nhà chức trách đã quyết định cho lò phản ứng số 2 dừng hoạt động ngày sau đó

### Sau năm2000

#### Ảnh hưởng của vụ tấn công mạng Petya năm 2017
Vào năm 2017, malware Petya đã tấn công kho dữ liệu của nhà máy, khiến cho một số thông tin bị thất lạc do một website đã bị đánh sập

#### Quân Nga chiếm đóng Chernobyl và cuộc rút quân sau đó
Ngày 25 tháng 2 năm 2022, cố vấn Mykhailo Podolyak của Tổng thống Ukraine Volodymyr Zelensky thông báo lực lượng Nga đã chiếm nhà máy điện hạt nhân Chernobyl trong toàn cuộc Chiến dịch quân sự đặc biệt của Nga vào Ukraine năm 2022 . Quân Nga đã rút đi sau đó.